# Karrin Allyson
Karrin Allyson, nata Karrin Allyson Schoonover (Great Bend, 27 luglio 1963), è una cantante e pianista statunitense.

## Discografia
- 1993 - I Didn't Know About You
- 1994 - Sweet Home Cookin'
- 1995 - Azure-Té
- 1996 - Collage
- 1997 - Daydream
- 1999 - From Paris to Rio
- 2001 - Ballads: Remembering John Coltrane
- 2001 - Yuletide Hideaway
- 2002 - In Blue
- 2004 - Wild for You
- 2006 - Footprints
- 2008 - Imagina: Songs of Brasil
- 2011 - 'Round Midnight
- 2015 - Many a New Day: Karrin Allyson Sings Rodgers & Hammerstein
- 2018 - Some of That Sunshine
- 2019 - Shoulder to Shoulder: A Centennial Tribute to Women's Suffrage (con The Karrin Allyson Sextet)